# L'Association

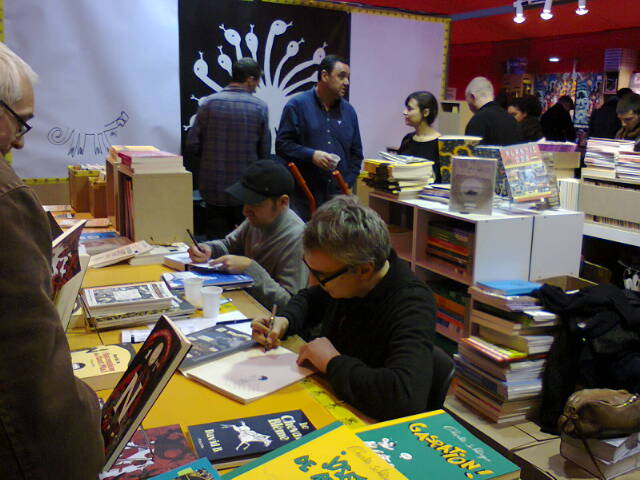
L'Association (2013)

L'Association es una editorial francesa de historieta fundada en mayo de 1990 por Jean-Christophe Menu, Lewis Trondheim, David B., Mattt Konture, Patrice Killoffer, Stanislas y Mokeït, que la abandona poco después.
La editorial ha funcionado fiel a su estatuto asociativo desde sus inicios, y se la considera líder del nuevo cómic independiente francés de los años 90.
Además de editar las historietas de sus fundadores, L'Association ha dado a conocer a autores de relieve como Joann Sfar o Marjane Satrapi. 
Además de álbumes, la editorial ha publicado tres revistas: Lapin, Oubapo y L’Eprouvette. Jean-Christophe Menu es el director de esta última, una revista de crítica y teoría de la historieta que defiende acérrimamente el cómic independiente.
- Datos: Q1880627
- Multimedia: L'Association (éditeur) / Q1880627